# 波吉斯瓦夫八世
波吉斯瓦夫八世（Bogusław VIII，約1364年—1418年2月11日），波美拉尼亞公爵，波吉斯瓦夫五世的兒子，1377年至1418年在位。

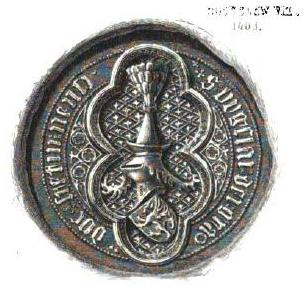
波吉斯瓦夫八世的印璽

當卡齊米日四世於1377年去世後，波吉斯瓦夫八世與兄弟瓦季斯瓦夫七世、巴爾寧五世成為共治者，統治波美拉尼亞-斯托普。他娶霍爾斯坦-倫茨堡伯爵海因里希二世的女兒索菲，他們的兒子是波吉斯瓦夫九世。
1. ↑  Werner Buchholz, Pommern, Siedler, 1999, p.149, ISBN 3-88680-272-8